# Hilde Sommer
Hilde Sommer   (6 de setembre de 1917) va ser una atleta alemanya, especialista en llançament de disc, que va competir durant les dècades de 1930 i 1940.
En el seu palmarès destaca una medalla de plata al Campionat d'Europa d'atletisme de 1938 en el llançament de disc, així com diversos subcampionats nacionals.

## Millors marques
- Llançament de disc. 44,33 metres (1938)[2]